# Гернзи
Гернзи (енгл. Guernsey, фр. Guernesey, герн. Guernési) острво је у Ламаншу код обале Нормандије које је дио Бејливика Гернзи, зависног посједа британске круне.
Друго је по величини од Каналских острва, острвске скупине која се налази сјеверно од Сен Малоа и западно од полуострва Котентин. Надлежност се састоји од десет парохија на острву Гернзи, три друга насељена острва (Херм, Жету и Лију) и много малих острва и стијена.
Острво није дио Уједињено Краљевства, иако одбраном и неким видовима међународних односа управља Уједињено Краљевство. Иако се бејливици Џерзија и Гернзија често заједнички називају Каналска острва, тај назив није ни уставна ни политичка јединица. Џерзи има одвојен однос са круном у односу на Гернзи и Острво Мен, иако су сви под британским монархом.
Оство има мјешовиту британско-норманску културу, иако је британски утицај јачи, при чему је енглески главни језик, а фунта примарна валута. Оство има традиционални локални језик познат као гернзијски.

## Етимологија
Назив острва Guernsey, као и сусједног Jersey, старонордијског је поријекла. Други елемент ријечи -ey је старонордијска ријеч за острво, док коријен ријечи guern(s) је неизвјесног поријекла и значења, вјероватно води поријекло или од личног имена као што је Grani или Warinn, или од ријечи gron, што значи бор.
Претходни називи за Каналска острва варирала су током историје, али истичу се острва Ленур (лат. Lenur); Сарнија (лат. Sarnia) и Лисија (лат. Lisia) су латински назив за Гернзи, а Англија (лат. Angia) за Џерзи.

## Историја

### Рана историја
Око 6000. године п. н. е. раст нивоа мора створио је Ламанш и одвојио од континенталне Европе неке нормандијске ртове који ће постати данашњи бејливици Гернзи и Џерзи. Неолитски фармери су се тада населили на његовој обали и изградили долмене и менхире који се данас налазе на острву, пружајући доказе о људском присуству које датира од око 5000 године п. н. е.
Докази о римским насељима на острву и откриће амфора из области Херкуланума и Хиспаније, показују доказе замршене трговачке мреже са регионалном трговином и трговином на велике удаљености. Изгледа да су грађевине пронађене у Ла Плајдерију у Сент Питер Порту, које датирају од око 100—400. п. н. е., коришћене као складишта. Најранији доказ о бродарству је откриће олупине брода у лицу Сент Питер Порт, која је названа „Астерикс”. Сматра се да се ради о римском теретном броду из 3. вијека и да је вјероватно био на сидру или приземљен када је избио пожар. Покрштавање Герзија се приписује Самсону који на острво дошао из Краљевине Гвент.

### Средњи вијек
Краљ Западне Франачке Рудолф је 933. предао полуострво Котентин, укључујући Авранчин који је укључивао острва, под контролу Вилијама I. Острво Гернзи и друга Каналска острва представљају посљедње остатке средњовјековног Војводства Нормандије.
Око 1030. флоту нормандијског војводе Роберта, која је требала да подржи захтјев његових рођака Алфреда и Едварда на енглеску круну против Кнута, раштркала је олуја и отјерала низ Ламанш до Гернзија. Роберт је одведен у опатију Светог Михаила. У знак захвалности за опатово  гостопримство, своје посједе у близини долине поклонио је опату као феуд Светог Михаила, уз дозволу да се прошири на сјеверозападни дио острва чим се нађу насељеници да очисте и обрађују земљу; додијелио им је инжењере и раднике како би довршили замак Светог Михаила и да подигну друга утврђења која су сматрали неопходним. Отприлике средином 11. вијека, Гернзи је опсједала нова врста гусара који су саградили утврђење Ле Шате де Сарасин на средини острва у близини данашње цркве Кател; нормандијски војвода Вилијам је послао свог есквајера Сампсона да се бори против њих. Као награду, 1061. је добио половину западног дијела острва под титулом Fief d'Anneville. Сампсон је привукао извјестан број исељеника из Нормандије с циљем насељавања на свом феудалном имању, а војвода Вилијам је подијелио земљу на Гернзију другим нормандијским земљопосједницима, као што су имања Саусмарез, Ле Брунио де Сент Марте, Моксмарикз, Рохе итд. Већи дио Гернзија је убрзо обрађен, а отприлике у то вријеме је острво подијељено на десет парохија. Сваки слободни феуд имао је властелински суд за рјешавање спорова између закупаца, а опат Светог Михаила и сињор д’Анвил имали су право високе јурисдикције и привилегију да суде и погубе злочинце, тако да грађански поредак на острву био потпуно регулисан и прије норманског освајања Енглеске.
Када је енглески краљ Џон изгубио 1204. континентални дио војводства од француског краља Филипа II, острва су остала дио Краљевине Енглеске. Острва су призната Париским мировним споразумом из 1259. као дио територије енглеског краља Хенрија III.
Током средњег вијека, острво је било уточиште за гусаре који су користили „технику лампе” да насукају бродове у близини острва. То се појачало током Стогодишњег рата, када су од 1339. острво у више наврата заузимали Капети. Гернзијска милиција се први пут помиње као оперативна јединица 1331. и помогла је у одбрани острва више од 600 година.
На острво су 1372. инвазију извршили арагонски плаћеници под командом Овен Лавгоча, којег је плаћао француски краљ. Овен и његови тамнокоси плаћеници су касније ушли у легенду о Гернзију као виле које су нападале преко мора.

### Рани нови вијек
Као дио мировног споразума између Енглеске и Француске, папа римски Сикст IV је 1483. издао папску булу којом је дао „привилегију неутралности” којом су „острва, њихове луке и мора, докле год поглед досеже”, сматрани неутралном територијом. Свако ко би узнемиравао Острвљане био би изопштен. Краљевска повеља из 1548. потврдила је неутралност. Француска је покушала да нападне Џерзи годину дана касније, али их је милиција поразила. Неутралност је трајала још један вијек, све док енглески краљ Вилијам III није укинуо привилегију због приватних дјелатности против холандских бродова.
Средином 16. вијека, острво је било под утицајем калвинистичких реформатора из Нормандије. Током Маријанских прогона, три жене, познате као Гернзијске мученице, спаљене су на ломачама због својих протестантских вјеровања, заједно са сином једне од жена. Спаљивање бебе наредио је судски извршитељ Хелијер Госелин, уз савјет оближњих свештеника који су рекли да дјечак треба да гори, јер је наслиједио моралну мрљу од мајке.
Током Енглеском грађанског рата, Гернзи је стао на страну парламентараца. Међутим, оданост није била потпуна; избило је неколико ројалистичких устанака на југозападу острва, док су замак Корнет заузели гувернер, сер Питер Озборн и ројалистичке трупе. У децембру 1651, уз пуне ратне почасти, замак Корнет се предао — посљедња краљевска испостава у Британским острвима која се предала.
До почетка 18. вијека, становници Гернзија су почели да се насељавају у Сјеверној Америци, оснивајући округ Гернзи у Охају. Пријетња од Наполеонове инвазије подстакла је изградњу многих одбрамбених грађевина крајем тог вијека. Почетком 19. вијека дошло је до драматичног повећања напретка острва, због успјеха у глобалној поморској трговини и успона индустрије камена. Поморска трговина је претрпјела велика пад одбацивањем једрењака, јер материјали као што су гвожђе и челик нису били доступни на острву.
Бреј ду Вал је био плимни канал који је сјеверни крај Гернзија, Кло ду Вал, чинио плимним острвом. Бреј ду Вал је 1806. исушила и повратила брутанска влада као мјеру одбране. Источни крај некадашњег канала постао је град и лука (од 1820) Сент Сампсон, сада друга највећа лука на Гернзију. Западни крај канала је данас Гранд Хавре. Пут под називом „Мост” преко краја луке у Сент Сампсону подсјећа на мост који је раније повезивао два дијела Гернзија у вријеме плиме. Изграђени су нови путеви и главни путеви су пошљунчани ради лакше употребе за војску. Инфраструктура је финансирана емисијом новца ослобођеног од дуга с почетком од 1815. године.

### Савремено доба
Током Првог свјетског рата, око 3000 острвљана служило је у Британским експедиционим снагама. Од тога, око 1000 је служило у пуку Краљевске гернзијске лаке пјешадијске која је образована од Краљевске гернзијске милиције 1916. године.
Од 30. јуна 1940, током Другог свјетског рата, Каналска острва су окупирале њемачке трупе. У Енглеску је евакуисано 17.000 од укупно 41.000 становника Гернзија прије њемачке окупације. Међу евакуисаним 80% су чинила дјеца са Гернзија која су током рата живјела са рођацима или странцима у Великој Британији. Већина дјеце се вратила својим домовима након завршетка рата 1945. године. Окупационе њемачке снаге су депортовале преко 1000 становника Гернзија у логоре у јужној Њемачкој, нарочито у логор Линделе код Бибераха ан дер Рису и у логор Офлаг VII-C у Лауфену. Гернзи је био веома снажно утврђен током Другог свјетског рата, изван сваке пропорције са стратешком вриједношћу острва. Њемачка одбрана и измјене остају видљиве, нарочито на замку Корнет и око сјеверне обале острва. Гернзи и Џерзи су ослобођени 9. маја 1945, дан који се слави као Дан ослобођења на оба острва.
Током касних 1940-их, острво је поправило штетну на грађевинама током окупације. Индустрија парадајза је поново покренута и напредовала је све до 1970-их када је значајно повећање свјетских цијена нафте довело до оштрог, крајњег пада. Туризам је остао важна грана привреде. Финансијска предузећа су порасла 1970-их и проширила се у наредне двије деценије и важни су послодавци. Брегзит у великој мјери није утицао на уставни и трговински однос Гернзија са Уједињеним Краљевством.

## Географија
Смјештени у заливу Монт Сент Мишел на око 49° 35′ N 2° 20′ W / 49.583° С; 2.333° З, Гернзи, Херм и нека друга мања острва заједно имају укупно површину од 71 км² и обалу дугу око 46 км. Надморска висина варира од нивоа мора до 110 м у Хаутнезу на Гернзију.
Постоји много мањих острва, острваца, стијена и гребена у водама Гернзија. У комбинацији са дометом плиме од 10 м и брзим струјама од 12 чворова, ови чини пловидбу у мјесним водама опасном. Веома велике варијације плиме и осјеке пружају еколошки богату међуплимну зону око острва, а нека мјеста су добила ознаку Рамсарске конвенције.
Плимни токови у овој области су изузетни, захваљујући равности тла скоро 32 км западно. Гернзи је најзападније од Каналских острва, а јурисдикција је на највећој удаљености од обале Нормандије од било којег другог острва.

### Клима
Клима на Гернзију је умјерена са благим зимама и благим сунчаним љетима. Класификована је као океанска клима, са сувим љетњим трендовима, иако незнатно влажнија од средоземних љета. Најтоплији мјесеци су јул и август, када су температуре ваздуха углавном око 20 °C, а поједини дани иду и изнад 24 °C. У просјеку, најхладнији мјесец је фебруар са просјечном температуром ваздуха од 6,9 °C. Просјечна температура ваздуха достиже 17,1 °C у августу. Снијег ријетко пада и мало је вјероватно ће се задржати, а највјероватније ће пасти у фебруару. Температура ријетко пада испод нуле, иако јак вјетар настао од арктичких вјетрова понекад може учинити да буде такав осјећај. Најкишовитији мјесеци су децембар (просјечно 119 мм), новембар (просјечно 107 мм) и јануар (просјечно 92 мм). Јул је, у просјеку, најсунчанији мјесец са забиљежених 253 сунчана сата; децембар најмање сунчан мјесец са 58 забиљежених сунчаних сати.
| Клима Гернзи (нормале 1991—2020, екстреми 1947—данас) | Клима Гернзи (нормале 1991—2020, екстреми 1947—данас) | Клима Гернзи (нормале 1991—2020, екстреми 1947—данас) | Клима Гернзи (нормале 1991—2020, екстреми 1947—данас) | Клима Гернзи (нормале 1991—2020, екстреми 1947—данас) | Клима Гернзи (нормале 1991—2020, екстреми 1947—данас) | Клима Гернзи (нормале 1991—2020, екстреми 1947—данас) | Клима Гернзи (нормале 1991—2020, екстреми 1947—данас) | Клима Гернзи (нормале 1991—2020, екстреми 1947—данас) | Клима Гернзи (нормале 1991—2020, екстреми 1947—данас) | Клима Гернзи (нормале 1991—2020, екстреми 1947—данас) | Клима Гернзи (нормале 1991—2020, екстреми 1947—данас) | Клима Гернзи (нормале 1991—2020, екстреми 1947—данас) | Клима Гернзи (нормале 1991—2020, екстреми 1947—данас) |
| Показатељ \ Месец                                     | .Јан.                                                 | .Феб.                                                 | .Мар.                                                 | .Апр.                                                 | .Мај.                                                 | .Јун.                                                 | .Јул.                                                 | .Авг.                                                 | .Сеп.                                                 | .Окт.                                                 | .Нов.                                                 | .Дец.                                                 | .Год.                                                 |
| ----------------------------------------------------- | ----------------------------------------------------- | ----------------------------------------------------- | ----------------------------------------------------- | ----------------------------------------------------- | ----------------------------------------------------- | ----------------------------------------------------- | ----------------------------------------------------- | ----------------------------------------------------- | ----------------------------------------------------- | ----------------------------------------------------- | ----------------------------------------------------- | ----------------------------------------------------- | ----------------------------------------------------- |
| Апсолутни максимум, °C (°F)                           | 13,3 (55,9)                                           | 16,1 (61)                                             | 19,6 (67,3)                                           | 24,5 (76,1)                                           | 25,9 (78,6)                                           | 30,8 (87,4)                                           | 34,2 (93,6)                                           | 34,3 (93,7)                                           | 30,6 (87,1)                                           | 23,6 (74,5)                                           | 18,0 (64,4)                                           | 15,6 (60,1)                                           | 34,3 (93,7)                                           |
| Максимум, °C (°F)                                     | 9,0 (48,2)                                            | 8,8 (47,8)                                            | 10,2 (50,4)                                           | 12,4 (54,3)                                           | 15,1 (59,2)                                           | 17,7 (63,9)                                           | 19,6 (67,3)                                           | 19,9 (67,8)                                           | 18,2 (64,8)                                           | 15,3 (59,5)                                           | 12,1 (53,8)                                           | 9,9 (49,8)                                            | 14,02 (57,23)                                         |
| Просек, °C (°F)                                       | 7,2 (45)                                              | 6,9 (44,4)                                            | 8,0 (46,4)                                            | 9,7 (49,5)                                            | 12,3 (54,1)                                           | 14,8 (58,6)                                           | 16,7 (62,1)                                           | 17,1 (62,8)                                           | 15,7 (60,3)                                           | 13,2 (55,8)                                           | 10,3 (50,5)                                           | 8,1 (46,6)                                            | 11,67 (53,01)                                         |
| Минимум, °C (°F)                                      | 5,4 (41,7)                                            | 4,9 (40,8)                                            | 5,8 (42,4)                                            | 7,0 (44,6)                                            | 9,4 (48,9)                                            | 11,8 (53,2)                                           | 13,8 (56,8)                                           | 14,2 (57,6)                                           | 13,1 (55,6)                                           | 11,1 (52)                                             | 8,4 (47,1)                                            | 6,3 (43,3)                                            | 9,27 (48,67)                                          |
| Апсолутни минимум, °C (°F)                            | −7,8 (18)                                             | −7,2 (19)                                             | −2,2 (28)                                             | −1,4 (29,5)                                           | 0,1 (32,2)                                            | 5,4 (41,7)                                            | 8,3 (46,9)                                            | 9,2 (48,6)                                            | 5,8 (42,4)                                            | 3,5 (38,3)                                            | −0,8 (30,6)                                           | −3,8 (25,2)                                           | −7,8 (18)                                             |
| Количина кише, mm (in)                                | 92,0 (3,622)                                          | 75,8 (2,984)                                          | 63,3 (2,492)                                          | 54,0 (2,126)                                          | 49,0 (1,929)                                          | 47,9 (1,886)                                          | 43,2 (1,701)                                          | 56,6 (2,228)                                          | 55,2 (2,173)                                          | 97,9 (3,854)                                          | 106,7 (4,201)                                         | 119,3 (4,697)                                         | 860,9 (33,893)                                        |
| Дани са кишом (≥ 0.2 mm)                              | 19,1                                                  | 16,5                                                  | 14,8                                                  | 12,9                                                  | 11,3                                                  | 10,8                                                  | 10,8                                                  | 11,6                                                  | 11,9                                                  | 17,8                                                  | 19,5                                                  | 19,5                                                  | 176,5                                                 |
| Дани са снегом                                        | 2,0                                                   | 3,0                                                   | 1,4                                                   | 0,4                                                   | 0,0                                                   | 0,0                                                   | 0,0                                                   | 0,0                                                   | 0,0                                                   | 0,0                                                   | 0,4                                                   | 1,3                                                   | 8,5                                                   |
| Сунчани сати — месечни просек                         | 62,6                                                  | 87,0                                                  | 135,3                                                 | 200,7                                                 | 238,9                                                 | 245,9                                                 | 253,3                                                 | 226,8                                                 | 183,9                                                 | 120,1                                                 | 76,8                                                  | 58,3                                                  | 1.889,6                                               |
| Сунчано време — месечни проценти                      | 23,2                                                  | 29,5                                                  | 36,8                                                  | 49,1                                                  | 50,5                                                  | 51,1                                                  | 52,3                                                  | 51,2                                                  | 48,8                                                  | 36,2                                                  | 28,3                                                  | 22,9                                                  | 39,99                                                 |
| Извор: Метеоролошка служба Гернзија                   |                                                       |                                                       |                                                       |                                                       |                                                       |                                                       |                                                       |                                                       |                                                       |                                                       |                                                       |                                                       |                                                       |

#### Угљеник
Гернзи планира да постигне угљеничну неутралност до 2050, према политици и акционом плану о климатским промјенама усвојеним у августу 2020. године.

### Геологија
Геолошка историја Гернзија сеже даље у прошлост од већине Европе. Гернзи је дио геолошке провинције Француске познате као Арморикански масив. Острво се састоји од девет главних типова стијена; двије од њих су гранити, а остатак гнајс.

## Политички систем
Гернзи је парламентарна представничка демократија и британски крунски посјед. Лајтенант гувернер Гернзија је „представник Круне у име републике Бајливика Гернзија”. Званична резиденција лајтенант гувернера је Дом владе. Од 2016. садашњи вршилац дужности је вицеадмирал сер Ијан Кордер, који је замијенио маршала ваздухопловства Питера Вокера, који је преминуо на тој дужности. Положај је настао 1835. као резултат укидања дужности гувернера. Од тог тренутка, лајтенант гувернер је увијек имао резиденцију на острву.
Јурисдикција није дио Уједињеног Краљевства, иако одбрану и већину спољних односа води британска влада.
Цјелокупна јурисдикција лежи у оквиру Заједничког подручја путовања Британских Острва и Републике Ирске. Заједно са одвојеним јурисдикцијама Олдернија и Сарка, чини Бејливик Гернзи.

### Парламент Гернзија
Савјетодавна скупштина Сталежи Гернзија (États de Guernesey), званично Сталежи делиберације (États de Délibération), састоји се од 38 народних заступника, који се бирају на острвској основи сваке четири године. Ту су и два представнике из Олдернија, полуаутономне зависне територије бејливика, али Сарк не шаље представнике пошто има своје законодавно тијело. Бејлиф или замјеник бејлифа предсједавају скупштином. Постоје и два члана без права гласа: Њ. В. прокуриста (аналогно улози државног тужиоца) и Њ. В. контролор (аналогно генералног солиситора), које именује Круна и заједнички су познати као Правни службеници Круне.
Projet de loi је еквивалент британском рачуну или француском projet de loi, а закон је еквивалент акту парламента УК или француском loi. Нацрт закона које су донијели Сталежи не мора имати правно дејство док га формално не одобри Његово величанство у Савјету и не објави путем наредбе у Савјету. Закони добијају Краљевску санкцију на редовни састанцима Тајног савјета у Лондону, након чега се враћају на острва ради формалне регистрације у Краљевском суду. Сталежи такође доносе делегирано законодавство познато као уредбе (Ordonnances) и наредбе (ordres) за које није потребан Краљевски пристанак. Наредбе о почетку су обично у виду уредби.
Одбор за политику и ресурсе одговоран је за уставне и спољне послове Гернзија, развија стратешку и корпоративну политику и координира послове Сталежа. Такође, испитује приједлоге и извјештаје који су департмани и несталежна тијела гернзијског парламента (Сталежи делиберације). Предсједник одбора је дефакто шеф владе Гернзија.

### Правни систем
Правни систем Гернзија потиче из норманског обичајног права, прекривеног принципима преузетим из енглеског обичног права и правичности, као и из статутарног права које је донијело надлежност законодавно тијело — обично, али не увије, Сталежи Гернзија. Гернзи има скоро потпуну аутономију у унутрашњим пословима и одређеним спољним питањима. Међутим, Круна — што ће рећи, Влада Уједињеног Краљевства — задржава лоше дефинисано резервно овлашћење да интервенише у унутрашње послове било која од три крунска посједа у оквиру Британских Острва „у интересу добре владе”.
Шеф судског система у Гернзију је судски извршитељ, који је, осим што обавља судске функције главног судије, и шеф Сталежа Гернзија и има одређене грађанске, церемонијалне и извршне функције. Функцију бејлифа може обављати замјеник бејлифа. Дужности бејлифа и замјеника бејлифа су именовања у име Круне. Шеснаест јурата, којима није потребна посебна правна обука, бирају се у Сталежима избора међу становницима острва. Они дјелују као порота, као судије у грађанским и кривичним предметима и одређују казну у кривичним предметима. Први пут се помињу 1179, а постоји списак јурата који су служили од 1299. године.

### Спољни односи
Неколико европских земаља има конзуларно присуство у оквиру јурисдикције. Француски конзулат се налази у бившој резиденцији Виктора Ига у Хаутвил хаусу.
Док јурисдикција Гернзија има потпуну аутономију у погледу унутрашњих послова и одређених спољњих односа, тема потпуне независности од британске круне се нашироко и често расправља, са идејама које се крећу од стицања независности Гернзија као доминиона или до уједињења бајливика Гернзи и Џерзи и образовања независне федералне државе у оквиру Комонвелта, при чему оба острва задржавају своју независност у погледу унутрашњих послова, а на међународном плану, острва би се сматрала једном државом.

### Парохије
Гернзи има десет парохија, које дјелује као окрузи цивилне управе са ограниченим овлашћењима. Сваком парохијом управља дузејн (Douzaine), обично састављен од дванаест чланова, познати као дузенијери (Douzeniers). Дузенијери се бирају на четворогодишњи мандат, два дузенијери бирају парохијани на парохијском састанку у новембру сваке  године. Старији дузенијер је познат као дојен (Doyen). Два изабрана Констебла (Connétables) спроводе одлуку Дузејна, служећи између једне и три године. Констебл који дуже служи познат је као Старији констебл, а његов или њен колега познат је као Млађи констебл. Дузенијери наплаћују окупациону стопу на имовину да би обезбиједили средства за вођење администрације.
Парохије Цркве Енглеске у Гернзију потпадају под Столицу кентерберијску, након што су се одвојиле од Бискупа винчестерског 2014. године. Највећа парохија је Кастел, док је најнасељенија Сент Питер Порт.
| Парохије         | Становништво (2009) | Површина (км²) |
| ---------------- | ------------------- | -------------- |
| Кастел           | 8795                | 10,20          |
| Форест           | 1546                | 4,11           |
| Сент Ендру       | 2295                | 4,45           |
| Сент Мартин      | 6593                | 7,34           |
| Сент Питер Порт  | 18.958              | 6,67           |
| Сент Пјер ди Боа | 2036                | 6,25           |
| Сент Сампсон     | 8966                | 6,04           |
| Сент Сејвиор     | 2765                | 6,37           |
| Тортвал          | 1017                | 3,11           |
| Вејл             | 9514                | 8,95           |

## Друштво

### Демографија
Број становника Гернзија према подацима од 31. марта 2022. је 63.711. Просјечна старост мушкараца је 40 година, а жена 42 године. Стора раста становништва је 0,775% са 9,62 рођених на 1000 становника, 8 умрлих на 1000 становника и годишњом нето миграцијом од 6,07 на 1000 становника. Очекивани животни вијек мушкараца је 80,1 година, а жена 84,5 година. Бејливик је 2023. био на 11. мјесту у свијету са просјечним животним вијеком од 83,23 година.

### Гранична контрола
Цјелокупна јурисдикција Гернзија је дио Заједничког подручја путовања.
За потребе миграције и држављанства, примјењује се закон УК, а не закон Гернзија (технички Имиграциони акт из 1971, проширен на Гернзи наредном Савјета). Гернзи можда неће примјетити различите миграционе контроле из Уједињено Краљевства. Након што је УК напустила Европску унију, од 1. јануара 2021. сви држављани ЕУ, осим британских или ирских држављана, који путују у било које друге сврхе осим ради посјете, морају поднијети захтјев за визу за улазак у УК, Бејливик Герзни, Бејливик Џерзи или Острво Мен, прије путовања.

### Ограничења становања
Гернзи предузима механизам за управљање становништвом користећи ограничења ко може да ради на острву кроз контролу над некретнинама у којима људи могу да живе. Тржиште станова је подијељено између некретнина на „мјесном тржишту” и одређеног броја некретнина на „отвореном тржишту”. Свако може да живи у имовини на отвореном тржишту, али на имовини на мјесном тржишту могу да живе само они који испуњавају услове — било да су рођени на Гернзију (од најмање једног родитеља рођеног на острву), тако што су добили стамбену дозволу или на основу заједничког власништва са неким ко испуњава услове (живи en famille). Сходно томе, некретнине „отвореног тржишта” су много скупље и за куповину и за изнајмљивање. Стамбене дозволе су на одређено вријеме, често важно само четири године и само док је особа запослена код одређеног послодавца са Гернзија. У дозволи ће бити наведена врста смјештаја и одређена адреса на којој особа живи и често подлијеже полицијској провјери. Ова ограничења важи подједнако без обзира да ли је имовина у власништву или под закупом, а односе се само на заузимање имовине. Дакле, особа којој истиче стамбена дозвола може наставити да посједује имовину на Гернзију, али више неће моћи да живи на њему. Нема ограничења ко може бити власник имовине.
Постоји више начин да се квалификујете као „мјештанин” за потребе становања. Уопштено говорећи, довољно је имати само једног родитеља са Гернзија и живјети на острву десет година у периоду од двадесет година. На сличан начин партнер (супружник или други) мјештанина може стећи статус мјештанина. Вишеструки проблеми настају након раног раздвајања парова, посебно ако имају малу дјецу или ако партнер мјештанин умре; у овим ситуацијама, личне околности и саосјећање могу додати на тежини захтјевима за статус мјештанина. Једна када се постигне статус „мјештанина”, он остаје на доживотно. Чак и дуг период боравка изван Гернзију не поништава стамбени статус „мјештанина”.
Иако су становници Гернзија пуноправни британски држављани, прије повлачења Уједињеног Краљевства из ЕУ, у пасошу британских држављана који су повезани искључиво са Каналским острвима и Острвом Мен, стављена је ознака која је ограничавала право пребивалишта у другим државама Европске уније. Ако је био класификован као „Статус Острвљана”, британски пасош је означен на сљедећи начин: „Носилац нема право да користи одредбе ЕУ које се односе на запошљавање или пребивалиште”. Они који су имали родитеља или баку или дједа рођене у самом Уједињеном Краљевству (Енглеска, Шкотска, Велс и Сјеверна Ирска) или су живјели у Уједињеном Краљевству пет година, нису били предмет овог ограничења.

## Привреда
Финансијске услуге, као што су банкарство и осигурање чине око 55% од укупних прихода за малу привреду острва. Туризам, производња и хортикултура (углавном парадајза и цвећа) имају све мањи утицај у привреди Гернсија. Захваљујући ниским порезима и одсуству царина, Гернси је популарни offshore финансијски центар. Ипак, нове чланице Европске уније терају Гернси да се прилагођава међународној конкуренцији. Гернси мења начин свог пореског система да задржи своју конкурентност.
Гернзи штампа свој ковани и папирни новац. Гернзијска фунта је исте вредности као и фунта стерлинга. Џерзијска фунта и новчанице Уједињеног Краљевства слободно циркулишу и примају се свуда на острву.
Јавне компаније, као што је електропривреда, телекомуникације и пошта су приватизоване одлуком парламента и на тржишту наступају као компаније. Пошта (Guernsey Post Limited) и електропривреда (Guernsey Electricity Limited) су у целости власништво државе, али раде као независне компаније. Говорнице и поштански сандучићи на Гернсију су истог дизајна као и они у Британији, али су обојени у плаво уместо у црвено.

## Култура
Виктор Иго је написао своја најлепша дела док је био у прогонству на Гернзију. Његов дом је био у Сент Питер Порту, вила Hauteville, сада музеј под управом града Париза. 1866. године је издао роман, Travailleurs de la Mer чија се радња одиграва на острву. Њему у част, сваке друге године а по први пут 2012., на острву се одржава Међународни „Виктор Уго“ музички фестивал, чија тема је углавном класична и вокална музика.
Један од најпознатијих мештана је и Г. Б. Евдардс, који је написао роман у коме је, поред осталог приказан и живот на Гернзију за време 20. века.
Национална животиња је магарац и гернсијска крава. Према старим причама, магарци су носили терет у стрмим улицама Сент Питер Порта (за разлику од равничарског града Ст. Хелир на Џерзију), али магарац такође представља тврдоглавост мештана. Гернсијска крава је препознатљив симбол за острво. Мештани Гернзија имају традиционални надимак магарци или ânes, посебно од стране становника суседног острва Џерзи (које су мештани Гернзија назвали жабе). Становници одређених парохија такође имају надимке, али у већини случајева су заборављене од становника који говоре енглески језик.
Од јула 2006. пушење на јавним местима је забрањено.

## Спорт
Гернзи учествује самостално у играма Комонвелта, као и у острвским играма, којима је био и домаћин 2003. године. У спортским наступима, Гернзи није међународно признат. Спортисти Гернзсија се такмиче у оквиру екипе Уједињеног Краљевства, или, у такмичењима где се Енглеска, Шкотска, Велс и Северна Ирска такмиче посебно, могу сами да одаберу екипу. Традиционална спортска боја је зелена.